# Monon (Heiliger)

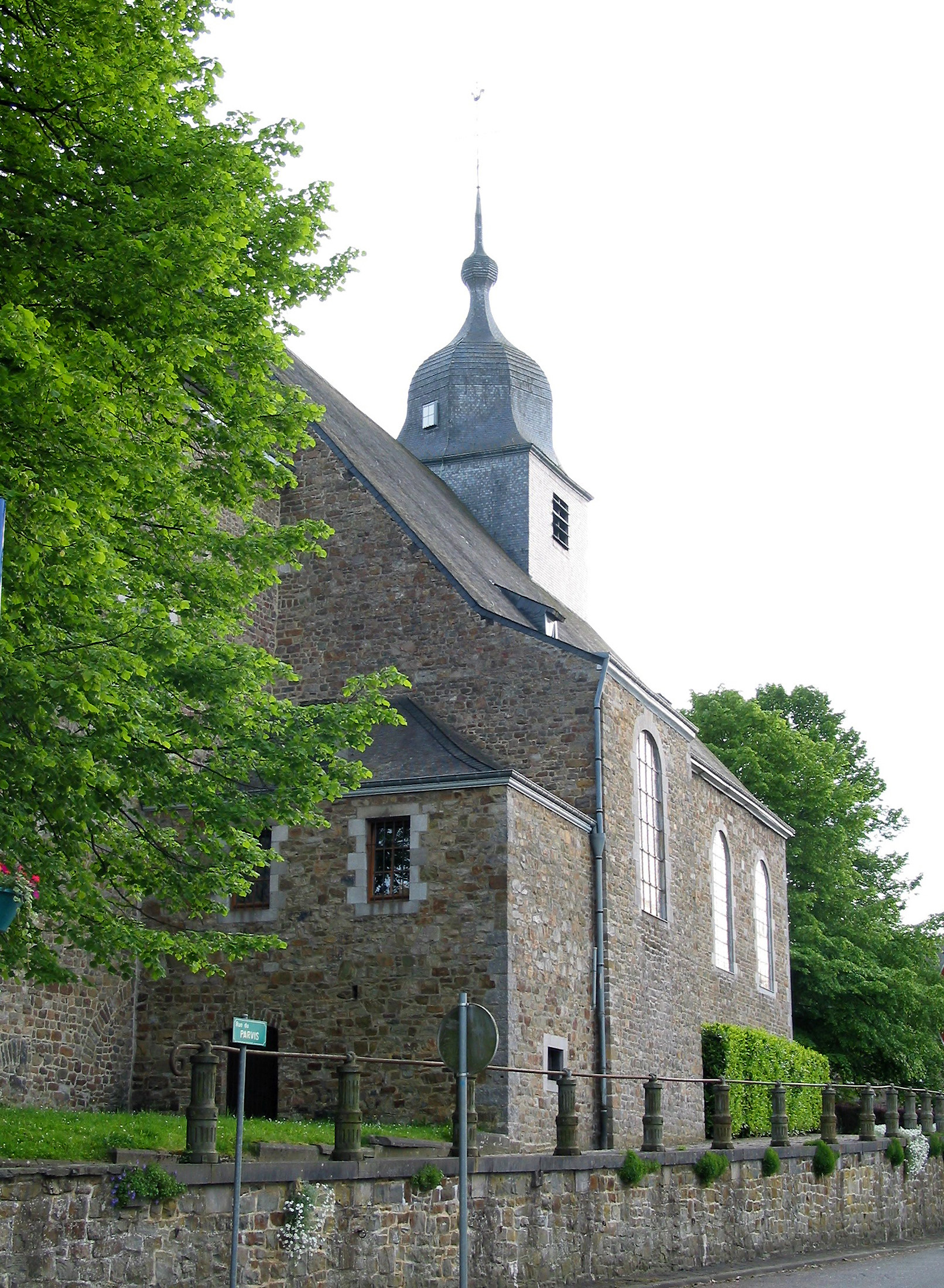
Stiftskirche Saint-Monon, Nassogne

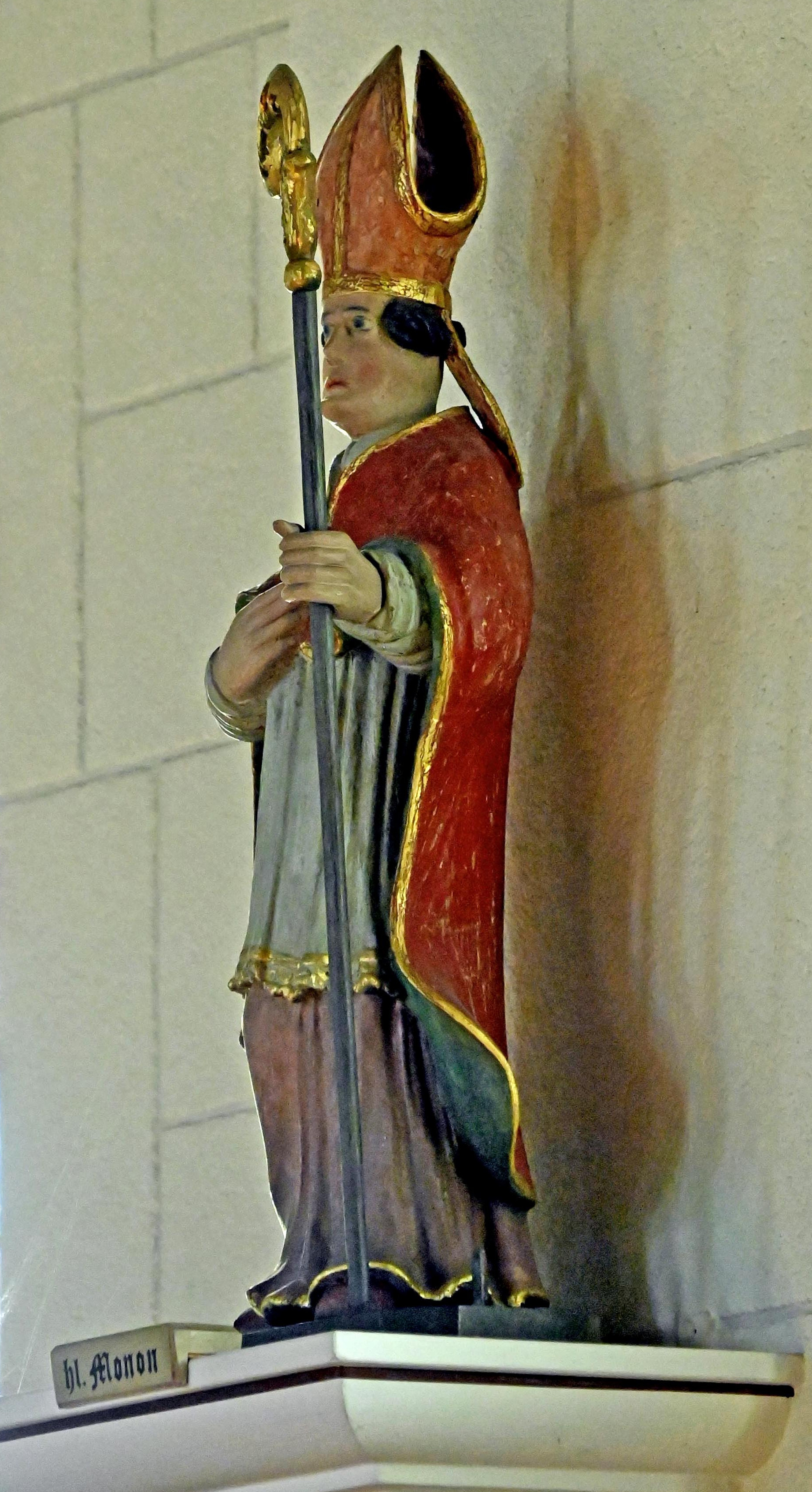
St. Luzia (Born), Statue St. Monon

Monon (* 6. Jahrhundert; † 18. Oktober um 645 in Nassogne) war ein Einsiedler. Monon kam um das Jahr 600 aus Schottland nach Belgien und missionierte die Bevölkerung. Er verbrachte seine Zeit zuletzt bei Nassogne in den Ardennen. Dort wurde Monon ermordet. Über seinem Grab steht die Stiftskirche Saint-Monon. Der heute zu besichtigende Bau stammt von 1661 und beherbergt die Gebeine Monons. Die Kapelle Saint-Monon wurde am Ort der mutmaßlichen Ermordung erbaut. Im Inneren der Kapelle kann ein leeres Schaugrab besichtigt werden.